# Distretto di Vavatenina
Il distretto di Vavatenina è un distretto del Madagascar situato nella regione di Analanjirofo. Ha per capoluogo la città di Vavatenina.
La popolazione del distretto è di 164 133 abitanti (censimento 2011). 